# Anthonij Guépin
Anthonij Johannes Guépin (ur. 2 maja 1897 w Den Helder, zm. 16 sierpnia 1964 w Sint-Truiden) – holenderski żeglarz, olimpijczyk, zdobywca brązowego medalu w regatach na letnich igrzyskach olimpijskich w 1924 roku w Paryżu.
Na Letnich Igrzyskach Olimpijskich 1924 zdobył brąz w żeglarskiej klasie 6 metrów. Załogę jachtu Willem Six tworzyli również Jan Vreede i Joop Carp.
Ukończył prawo na uniwersytecie w Lejdzie, w 1925 roku związał się z firmą Philips, zostając później członkiem jej rady nadzorczej i zarządu.